# Бжесьце (Нижньосілезьке воєводство)
Бжесьце (пол. Brzeście) — село в Польщі, у гміні Журавіна Вроцлавського повіту Нижньосілезького воєводства.
У 1975-1998 роках село належало до Вроцлавського воєводства.